# Кушугум (станция)
Кушугу́м (укр. Кушугум) — пассажирско-грузовая железнодорожная станция Запорожской дирекции Приднепровской железной дороги.
Расположена в одноимённом поселке городского типа Запорожского района Запорожской области между станциями Балабино и Канкриновка (9 км).
На станции Кушугум останавливаются пригородные электропоезда, а также две пары пригородного поезда сообщением «Запорожье — Энергодар — Запорожье».

## История
Станция возникла в 1874 году во время строительства главного хода частной Лозово-Севастопольской железной дороги.
В 1969 году станция электрифицирована постоянным током.
От станции проложено ответвление линии на известковый карьер.